# Wilhelm Schneckenburger
Wilhelm „Willi“ Schneckenburger (* 30. März 1891 in Tübingen; † 13. Oktober 1944 in Beli Potok bei Belgrad, Serbien) war ein deutscher General der Infanterie im Zweiten Weltkrieg.

## Leben
Wilhelm Schneckenburger trat 1909 als Fahnenjunker in die Württembergische Armee ein und avancierte bis 1911 im Infanterie-Regiment „König Wilhelm I.“ (6. Württembergisches) Nr. 124 zum Leutnant. Neben beiden Klassen des Eisernen Kreuzes wurde ihm während des Ersten Weltkrieges am 12. Mai 1915 die Goldene Militärverdienstmedaille und am 20. Februar 1917 das Ritterkreuz des Militärverdienstordens verliehen.
Nach Ende des Krieges wechselte er als Oberleutnant in die Reichswehr und diente u. a. als Adjutant im 13. Infanterie-Regiment. Anfang Dezember 1922 stieg er zum Hauptmann auf und nahm 1929/30 an einem Lehrgang unter Hans Reinhardt und Walter Model teil, welcher als Teilnehmer eine Vielzahl späterer Generale, wie z. B. Alfred Jodl, Adolf Heusinger und Gustav Heisterman von Ziehlberg, aufwies. 1936 diente er im Range eines Obersts als Chef der 11. Abteilung im Generalstab und wurde im September 1939 stellvertretender Generalstabschef des III. Armeekorps.
Er führte im Zweiten Weltkrieg von Oktober 1940, seit Juli 1940 Generalmajor, bis Ende 1942 als Kommandeur die neu aufgestellte 125. Infanterie-Division. In dieser Position wurde er, seit Juli 1942 Generalleutnant, für die Erstürmung der Stadt Bataisk mit dem Ritterkreuz des Eisernen Kreuzes ausgezeichnet, nachdem er bereits am 5. Mai 1942 das Deutsche Kreuz in Gold erhalten hatte. Anschließend war er Deutscher General bei der 3. rumänischen Armee. Später im Krieg wirkte Schneckenburger von März bis Juli 1943 als Kommandierender General des XVII. Armeekorps. Mit diesem nahm er an der Donez-Mius-Offensive teil. Ende April 1943 war Schneckenburger zum General der Infanterie befördert worden.
Anschließend war er bis Anfang September 1944 Chef der Militärmission in Bulgarien und verhandelte mit der neu gebildeten bulgarischen Regierung Bagrianoff. Ende September 1944 wurde das improvisierte Korps Schneckenburger (oder auch Generalkommando Schneckenburger oder Korps Belgrad) aufgestellt, welches in der Folge in Kroatien, Montenegro und Serbien kämpfte. 
In dieser Position wurde er während der Belgrader Operation der Roten Armee und ihrer Verbündeten, welche Schneckenburger als Befehlshaber auf der deutschen Seite leitete, am 12. Oktober 1944 bei den Kampfhandlungen am Avala-Berg südlich von Belgrad tödlich verwundet. Das Korps Schneckenburger wurde anschließend aufgelöst.
Schneckenburger war seit Mitte 1938 mit Johanna Ilse von Alvensleben (1897–1972), geschiedene von Gröling, verheiratet.